# Nolan North
Nolan Ramsey North (New Haven, 31 de outubro de 1970) é um ator e dublador norte-americano que atua principalmente em jogos eletrônicos e animações.

## Biografia
North formou-se em jornalismo na Universidade da Carolina do Norte com uma bolsa de basebol. Trabalhou como repórter durante um ano em Nova Jersey antes de se mudar para Nova Iorque para prosseguir para representação e comédia stand-up. North eventualmente foi recolocado em Hollywood e fez parte do elenco da série Port Charles, no papel de Dr. Chris Ramsey desde 1997 a 2003. Casou com a actriz Jill Murray em 1999, que também fazia parte do elenco de Port Charles e tens dois filhos. Durante a série, chegou a trabalhar em alguns videojogos como actor de voz e a partir dai começou a focar-se como dobrador depois do cancelamento de Port Charles.
Um dos mais notáveis papéis de North veio em 2007 quando deu a voz e fez a captura de movimentos do personagem Nathan Drake para o videojogo Uncharted: Drake's Fortune. A partir daí, continuou a interpretar Drake em Uncharted 2: Among Thieves (2009), Uncharted 3: Drake's Deception (2011), Uncharted: Golden Abyss (2011) e na série de animação Uncharted: Eye of Indra. Numa entrevista ao The Guardian, North reflectiu sobre o tempo em que interpretou Drake em que teve de ter "muita imaginação. Capturas de movimento é basicamente teatro em elastano; com adereços mínimos, e precisas de muita vontade para fazer figura de parvo." North foi nomeado duas vezes nos Spike Video Game Awards na categoria "Melhor Actuação por um Humano Masculino" pela sua interpretação de Nathan Drake. O ator protagonizou o famoso papel pela última vez em Uncharted 4: A Thief's End, jogo lançado em 2016 em exclusivo para a PlayStation 4, papel que lhe valeu um Game Award na categoria de melhor performance.
Em Maio de 2012 foi revelado que North teria um papel limitado na sequela do aclamado filme de 2009 Star Trek. O realizador J.J. Abrams citou o desempenho de North como Drake para o elenco, também disse que ele e o filho são fãs da série Uncharted.
Outros trabalhos notáveis em videojogos inclui o Prince em Prince of Persia, O Pinguim em Batman: Arkham City, Shun em Ar tonelico II: Melody of Metafalica, Vossler em Final Fantasy XII, Desmond Miles na série Assassin's Creed, Eradan em Lord of the Rings: War in the North, Doctor Edward Richtofen em Call of Duty: World at War e Call of Duty: Black Ops, Brawl em Transformers: War for Cybertron, Ghost Rider em Marvel: Ultimate Alliance, Shadow Demon, Lycanthrope, Lone Druid, Brewmaster, Gyrocopter, Ogre Magi e Keeper of the Light em Dota 2, Deadpool em Hulk Vs., Marvel vs Capcom 3, No próprio jogo do Deadpool, dublou também Capitão Martin Walker em Spec Ops: The Line. Também fez a voz das esferas de personalidade e dos torreões em Portal 2, dublou também em The Last of Us: como David um líder de um grupo de canibais no Colorado. Fez também uma das vozes masculinas para o personagem de Saints Row 4. 
North também é conhecido por papeis em filmes e séries de animação como Cyclops em Wolverine and the X-Men, Snow Job em G.I. Joe: Renegades, Raphael em Teenage Mutant Ninja Turtles e Superman e Superboy em Young Justice, e também como Engineer no filme              Expiration Date de Team Fortress 2 em 2014.